# Черногорская антифашистская скупщина народного освобождения
Черногорская антифашистская скупщина народного освобождения (серб. Црногорска антифашистичка скупштина народног ослобођења), сокращённо ЧАСНО или ЦАСНО — законодательный и исполнительный орган власти Черногории, существовавший в годы Народно-освободительной войны Югославии.

## История
Скупщина была учреждена изначально под названием Земельное антифашистское вече народного освобождения Черногории и Боки (серб. Земаљско антифашистичко вијеће народног ослобођења Црне Горе и Боке). 15 и 16 ноября 1943 состоялось первое заседание вече в Колашине, на котором присутствовали все политические деятели антифашистского движения Черногории и Которского залива. Председателем вече был избран Нико Милянич.
На втором заседании Антифашистского вече народного освобождения Югославии было принято решение о легализации Народно-освободительного движения в Черногории, а также приняты несколько документов, подтверждающих государственность Черногории и не признающих законной власть коллаборационистов. 3 января 1944 исполнительный комитет в своём обращении призвал население Черногории массово вступать в Движение Сопротивления и начать вести вооружённую борьбу против фашистских оккупантов и предателей.
Второе заседание Краевого вече состоялось 16 февраля 1944 в том же Колашине, на котором движение получило полную поддержку от Антифашистского вече Югославии.
С 13 по 15 июля 1944 состоялось третье заседание Краевого антифашистского вече, на котором движение официально получило новое название Черногорской антифашистской скупщины. На том же заседании было принято решение о будущем Черногории как равноправной федеральной единицы в Демократической Федеративной Югославии. Были избраны лица в Президиум Скупщины, а высшим органом власти был назначен Национальный комитет освобождения Черногории (ранее Народно-освободительный комитет), учреждённый ещё в 1941 году. До образования Национального комитета его функции выполнял Президиум, делегировавший своих представителей в национально-освободительные комитеты по областям. На комитет ложились обязанности по поддержанию конституционного порядка в Черногории как федеральной единицы югославского государства.
Четвёртое заседание состоялось в Цетине с 15 по 17 апреля 1945, когда Черногорская антифашистская скупщина была преобразована в Черногорскую Народную Скупщину как высший орган власти и единственный законодательный орган. Из всех организаций слова «народно-освободительный» были заменены на «народный». Первым руководителем социалистической Черногории стал Блажо Йованович.